# Alexei Zuasnábar
Alexei Zuasnábar Grandales (né le 10 mars 1985 à Guantánamo) est un footballeur international cubain, qui évolue au poste d'attaquant.

## Biographie

### Carrière en sélection
Avec dix sélections en équipe de Cuba (aucun but marqué), Zuasnábar fait partie du groupe vainqueur de la Coupe caribéenne des nations 2012. Il participe l'année suivante à la Gold Cup 2013 (il rentre en cours de jeu face aux États-Unis). Non convoqué par la suite, il fait son retour fin 2015 à l'occasion d'une tournée de préparation de Cuba en Amérique centrale.

## Statistiques

### Buts en championnat
Note : Sources utilisées : www.elblogdelfutbolcubano.com,,, et www.inder.gob.cu
| Équipes       | Années    | Buts |
| ------------- | --------- | ---- |
| FC Guantánamo | 2005-2006 | 10   |
| FC Guantánamo | 2006      | 15   |
| FC Guantánamo | 2007-2008 | 1    |
| FC Guantánamo | 2008-2009 | 3    |
| FC Guantánamo | 2009-2010 | 8    |
| FC Guantánamo | 2011      | 3    |
| FC Guantánamo | 2012      | 10   |
| FC Guantánamo | 2013      | 6    |
| FC Guantánamo | 2014      | 4    |
| FC Guantánamo | 2015      | 5    |
| FC Guantánamo | 2016      | 1    |
| FC Guantánamo | 2017      | 4    |
| Total         | 2005-...  | 70   |

## Palmarès

### En équipe de Cuba
- Vainqueur de la Coupe caribéenne des nations en 2012.

### Distinctions individuelles
- Meilleur buteur du championnat de Cuba en 2006 (15 buts)[8].